# Syd (chanteuse)
Pour les articles homonymes, voir SYD.
Syd,de son nom entier Sydney Loren Bennett, née le 23 avril 1992 à Los Angeles en Californie, est une auteure-compositrice-interprète, productrice et DJ américaine.
Syd commence sa carrière au sein du collectif californien Odd Future composé, entre autres, de Tyler, The Creator, Frank Ocean et Earl Sweatshirt. En 2011, elle fonde le groupe The Internet qui publie la même année leur premier album, Purple Naked Ladies. Le troisième album du groupe, Ego Death, paru en 2015, est un succès critique et reçoit une nomination aux Grammy Awards.
Syd se lance par la suite dans une carrière solo tout en continuant d'être une membre active de The Internet. Son premier album, Fin, sort le 3 février 2017.

## Biographie

### Jeunesse
Sydney Loren Bennett, d'origine jamaïcaine, grandit au sein d'une famille de musiciens. Sa mère avait un temps aspiré devenir une DJ et son oncle est un producteur. À ses quatorze ans, Bennett se construit un petit studio dans sa maison et commence à enregistrer. Elle a un petit frère, Taco, qui fait également partie de Odd Future.
Bennett fréquente le Palisades Charter High School la première partie de ses années de secondaire mais ayant peu d'amis et se sentant mise à l'écart, elle se rend par la suite à la Hamilton Music Academy, considérant l'établissement plus ouvert d'esprit.

### Carrière
Syd, qui se fait dans un premier temps appeler Syd tha Kyd, commence à faire de la musique alors qu'elle vit encore chez ses parents. Elle tient son nom de scène de son jeune frère, Travis, qui la surnommait ainsi quand il était petit. Elle reprend ce surnom lorsqu'elle rejoint Odd Future. La plupart des chansons du collectif, à leurs débuts, sont d'ailleurs enregistrées chez Syd qui possède un petit studio surnommé The Trap. Au sein du collectif, assurant surtout la production et le DJing, elle est relativement en retrait et décrite comme « timide ».
Syd fonde en 2011 le groupe The Internet avec Matt Martians, membre de Odd Future, ainsi que Patrick Paige, Christopher Smith et Tay Walker. Elle publie son premier EP , intitulé Raunchboots, le 27 septembre 2011. En fin d'année, son nouveau groupe délivre leur premier album, Purple Naked Ladies. En 2012, elle fait une apparition sur le titre Ya Know avec son groupe The Internet ainsi qu'un featuring sur Analog 2, tous deux issus du premier album studio du collectif Odd Future, The OF Tape Vol. 2.
En 2014, Syd et Odd Future font la première partie du rappeur Eminem au Wembley Stadium, une première pour des rappeurs dans ce stade. L'année suivante, The Internet publie son troisième album, Ego Death. Rejoint entre-temps par le jeune musicien Steve Lacy, le groupe connaît la consécration en étant nommé aux Grammy Awards dans la catégorie Best Urban Contemporary Album en 2016. Au mois de mars 2016, elle annonce son départ de Odd Future.
En 2017, Syd se lance dans une carrière en solo en parallèle de ses projets avec The Internet. Le 11 janvier, elle dévoile son premier single All About Me, produit par Steve Lacy. Son premier album, Fin, sort le 3 février 2017. L'album comprend des featurings de Steve Lacy et 6LACK. Le 7 septembre, Syd publie un EP, Always Never Home.

### Vie privée
Syd est une lesbienne, ce qu'elle n'a jamais cherché à cacher. Bien qu'à l'aise avec le sujet, elle ne veut pas que cela définisse sa carrière et dit détester le mot lesbienne. Interrogée sur le fait qu'elle fasse partie d'un collectif souvent accusé de propos homophobes, notamment chez son leader Tyler, The Creator qui prononce plusieurs injures de ce type sur son album Goblin, elle répond : « Nous savons où nous traversons la ligne de démarcation, mais nous pensons également que le monde serait un endroit bien meilleur et plus drôle si les gens n’en étaient pas si offensés. Une chose que vous ne pouvez pas dire à propos de Tyler, c'est qu'il est un menteur. Il n'est pas vraiment en train de violer des filles. Il vous dit que ce sont des fantasmes ».

## Discographie

### Album studio
- 2017 : Fin

### EP
- 2011 : Raunchboots
- 2017 : Always Never Home